# Tous les visages de l'amour
Tous les visages de l'amour è la versione francese di She, una canzone del cantante Charles Aznavour. È un singolo pubblicato nel 1974.

## Il brano
Il testo della canzone, creata per la serie britannica Seven Faces of Woman, è stato scritto in lingua inglese da Herbert Kretzmer.
Tra il 1974 e il 1975, la canzone viene poi registrata da Charles Aznavour in lingua francese, in lingua italiana con il titolo Lei (in collaborazione con il paroliere Giorgio Calabrese), in lingua spagnola con il titolo Ella e in lingua tedesca con il titolo Sie.
Il brano raggiunge il 1º posto nelle classifiche britanniche del 1974, ma non ottiene successo negli Stati Uniti o in Francia.
Nel 2008 Charles Aznavour registra il brano She in duetto con il britannico Bryan Ferry, inserendolo nell'album Duos.

## Tracce
Download digitale
1. Tous les visages de l'amour (Original French Version)
2. She (English Version)
3. Lei (Italian version)
4. Ella (Spanish Version)
5. Sie (German Version)

## Cover
La canzone è stata registrata da numerosi artisti nel corso degli anni:
- Nel 1997 l'irlandese Joe Dolan registra una cover inserendola nell'album Memories.
- Nel 1999 il britannico Elvis Costello registra una cover per la colonna sonora del film Notting Hill, con la direzione di Trevor Jones.
- Nel 2000 il britannico Jason Kouchak registra una cover inserendola nella compilation Comme d’Habitude.
- Nel 2002 l'argentino Horacio Fontova registra una cover per il programma televisivo argentino Música para Soñar.
- Nel 2004 l'argentino Palo Pandolfo registra una cover inserendola nell'album Antojo.
- Nel 2005 l'israeliano Matti Caspi registra una cover in lingua ebraica intitolata "היא" inserendola nell'album You Are My Woman. Charles Aznavour partecipa al videoclip.
- Nel 2006 l'italiana Laura Pausini registra una cover in lingua italiana intitolata She (Uguale a lei) disponibile in download digitale.
- Nel 2007 lo statunitense Joseph Williams registra una cover inserendola nell'album Tears.
- Nel 2008 il gruppo musicale britannico Il Divo registra una cover in lingua italiana intitolata Lei inserendola nell'album The Promise.
- Nel 2009 l'italiano Francesco Renga registra una cover in lingua italiana contenuta nell'album Orchestraevoce
- Nel 2010 il gruppo musicale irlandese Celtic Thunder registra una cover inserendola nell'album The Show.
- Nel 2010 la statunitense Yuna Ito interpreta una cover durante il progetto intitolato Ito Yuna Respects.
- Nel 2012 il britannico Jeff Lynne interpreta una cover inserendola nell'album Long Wave.
- Nel 2015 il gruppo musicale statunitense She & Him registra una cover inserendola nell'album Classics

## Cover Laura Pausini
Nel 2006 la cantante italiana Laura Pausini realizza una cover di Tous les visages de l'amour in lingua italiana intitolandola She (Uguale a lei).

### Il brano
La canzone, riarrangiata e tradotta da Laura Pausini, viene presentata dall'artista il 4 marzo 2006 al Festival di Sanremo, in qualità di superospite italiana, e viene pubblicata l'8 dello stesso mese, solo per il download digitale.
La canzone non viene pubblicata su nessun album e CD singolo e non viene tradotta in lingua spagnola.
Il brano viene trasmesso in radio; non viene realizzato il videoclip.
Nel 2006 il brano viene utilizzato come colonna sonora per lo spot pubblicitario della pasta Barilla, di cui la cantante è testimonial. Lo spot viene presentato in anteprima su Italia 1 l'11 dicembre 2005 dopo che è andato in onda il concerto tenutosi al teatro Le Zénith di Parigi il 22 e il 23 marzo 2005, da cui è tratto il DVD Live in Paris 05.

### Tracce
Download digitale
1. She (Uguale a lei)

Triple Hits Packs (2 maggio 2006, B009IKUNC8)
1. Víveme (Unplugged)
2. Como si no nos hubiéramos amado
3. She (Uguale a lei)

### Pubblicazioni
She (Uguale a lei) viene inserita in una versione rinnovata negli album 20 - The Greatest Hits e 20 - Grandes Exitos del 2013 e in versione Live nell'album San Siro 2007 del 2007 (Medley audio e video).